# Axel Hildebrand

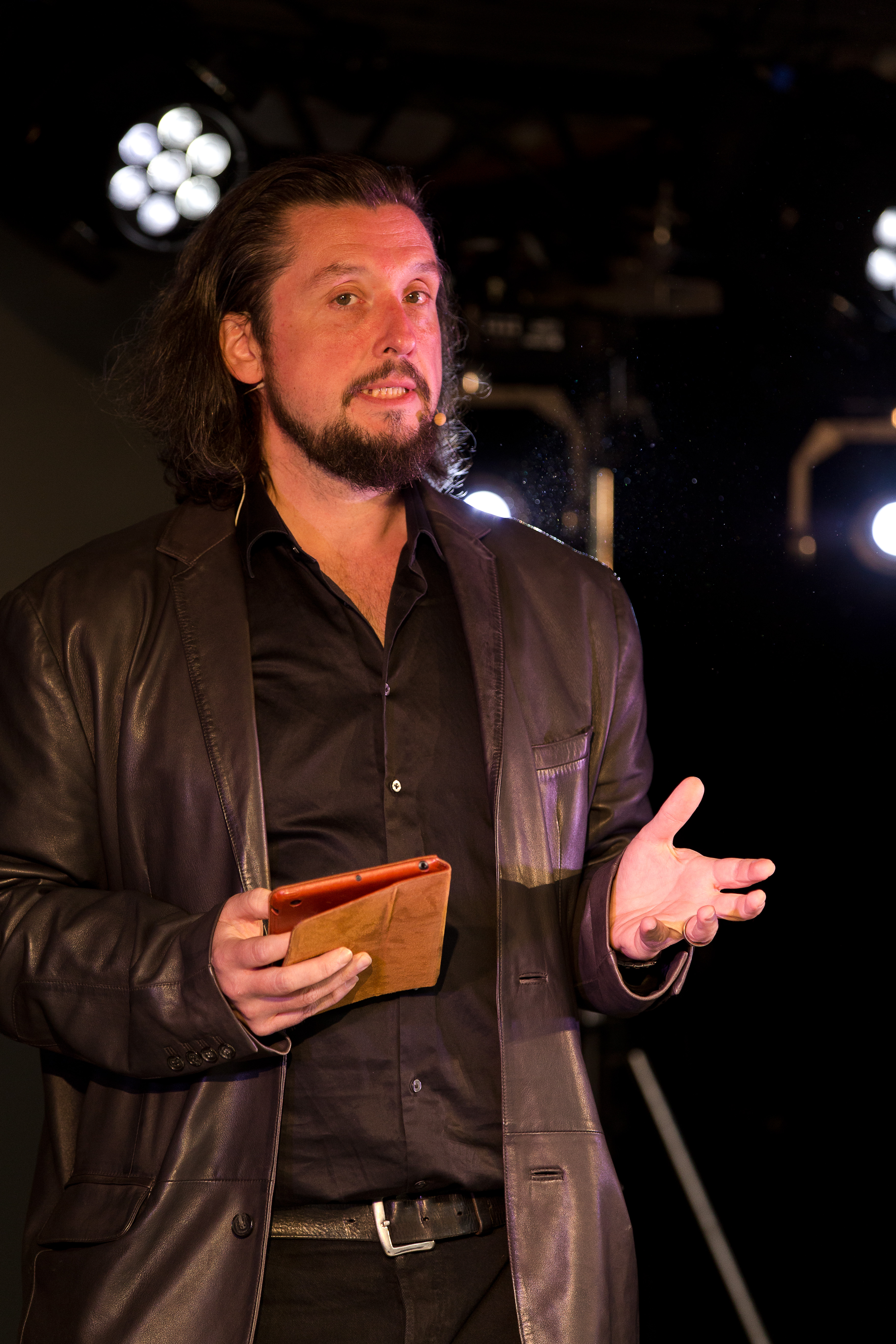
Axel Hildebrand (2015)

Axel Hildebrand (* 3. Dezember 1968 in Berlin) ist ein deutscher Drehbuchautor, Regisseur und Schriftsteller.

## Leben
Nach seinem Studium der Kommunikationswissenschaften und der Soziologie an der Technischen Universität Berlin ist er seit 1995 als freier Drehbuchautor und Regisseur tätig. Sein erstes Buch mit dem Titel Aussen–Asgard-Tag: die unverfilmten Drehbücher von Loki & Thor erschien im April 2015. Er schreibt Texte für Anthologien, veröffentlichte weitere Bücher sowie ein Hörbuch.
Für die seit 2018 von der Eikon für das ZDF produzierte Krimireihe Herr und Frau Bulle, von der bisher vier Episoden ausgestrahlt wurden, stammen alle Drehbücher von Hildebrand. Die Krimireihe konnte hohe Zuschauerquoten erzielen.
Hildebrand heiratete 2001 die Musikerin und Autorin Luci van Org, mit der er einen Sohn (* 2004) hat.

## Filmografie (Auswahl)
- 1995: Der Mann auf der Bettkante, Fernsehfilm, Drehbuch
- 1998: Schrott – Die Atzenposse, Kinofilm, Drehbuch und Regie
- 2002: Der zweite Frühling, Fernsehfilm, Drehbuch
- 2003–2004: Dr. Sommerfeld – Neues vom Bülowbogen, Fernsehserie, Drehbuch
- 2005: Reederei Wünsche, Fernsehserie, Entwicklung
- 2006: Die Anwälte, Fernsehserie, Drehbuch
- 2007: Notruf Hafenkante, Fernsehserie, Drehbuch (Co-Headautor)
- 2007: Ein Fall für Nadja, Fernsehserie, Drehbuch (zwei Folgen)
- 1999–2009: In aller Freundschaft, Fernsehserie, Drehbuch (37 Folgen)
- seit 2001: SOKO Leipzig, Fernsehserie, Drehbuch
- 2009–2016: SOKO Stuttgart, Fernsehserie, Drehbuch
- 2011: Heim Herd Hund, Fernsehserie, Drehbuch und Regie
- seit 2012: Die Chefin, Fernsehserie, Drehbuch
- 2012–2017: Der Staatsanwalt, Fernsehserie, Drehbuch (sechs Folgen)
- 2014–2015: Dr. Klein, Fernsehserie, Drehbuch
- 2015–2020: Ein starkes Team, Fernsehserie, Drehbuch (vier Folgen)
- 2016–2019: WaPo Bodensee, Fernsehserie, Drehbuch (zehn Folgen)
- 2018: Getrieben, Fernsehfilm, Drehbuch (Co-Autor)
- seit 2018: Herr und Frau Bulle, Fernsehserie, Drehbuch
  - 2018: Tod im Kiez
  - 2019: Totentanz
  - 2020: Abfall
  - 2021: Alles auf Tod
- seit 2019: WaPo Berlin, Fernsehserie, Drehbuch (davon drei Folgen gemeinsam mit seiner Ehefrau)
- seit 2021: Morden im Norden, Fernsehserie, Drehbuch
- 2023: Polizeiruf 110 – Cottbus kopflos, Fernsehserie, Drehbuch (Co-Autor)

## Bücher
- Olaf Schulze, Sebastian Bartoschek, Axel Hildebrand, Luci van Org, Voenix: Die alten Götter. Edition Roter Drache, Remda-Teichel 2014, ISBN 978-3-944180-44-1.
- Axel Hildebrand: Aussen-Asgard-Tag: die unverfilmten Drehbücher von Loki & Thor. Edition Roter Drache, Remda-Teichel 2015, ISBN 978-3-939459-90-3.
- Alexander Wohnhaas, Alana Abendroth, Axel Hildebrand, Callie Wellenstein, Carmen Rivera, Cosette, David Gray, Katelyn Faith, Leonie Varrett, Luci van Org, Manuela Ausserhofer, Till Burgwächter, Woschofius: Wer ist denn hier pervers?: Lustige Geschichten über die seltsamen Seiten des Sex. Salax, Erbach 2016, ISBN 978-3-944154-46-6.
- Christian von Aster, Anja Bagus, Tanja Schierding, Axel Hildebrand, Luci van Org: Mütter. Edition Roter Drache, Remda-Teichel 2016, ISBN 978-3-944180-78-6.
- Lea Bazmgart, B.B. Beard, Katharina Bode, Markus Cremer, Fabian Dombrowski, Anna Eichinger, Axel Hildebrand, Julia Lehn, Lyakon, David Michel Rohlmann, Alfons Theodor Seeboth, Joachim Sohn, Holger Vos, Jenny Wood: Yggdrasil der Weltenbaum - Fenrir und Loki. Wölfchen Verlag, Syke 2017, ISBN 978-3-943406-70-2.
- Axel Hildebrand: SOKO Bizarr. Edition Roter Drache, Remda-Teichel 2017, ISBN 978-3-946425-17-5.
- Axel Hildebrand: Aussen-Asgard-Tag 2: Fortsetzungen sind immer kacke. Edition Roter Drache, Remda-Teichel 2018, ISBN 978-3-946425-47-2.

## Hörbücher
- Axel Hildebrand: Eine andere Weihnachtsgeschichte, Audible Studios, Berlin 2018.

## Auszeichnungen
- 2005 Deutscher Fernsehpreis, Nominierung als beste Serie für SOKO Leipzig[10]
- 2008 Festival de Télévision de Monte-Carlo, Nominierung in der Sektion „TV Series/Drama“ für SOKO Leipzig[11]